# 시모다 다카시
시모다 다카시(일본어: 下田 崇, 1975년 11월 28일 ~ )는 일본의 은퇴한 축구 선수이다.

## 구단 경력
1994년 J1리그의 산프레체 히로시마에 입단했다. 2010년까지 331경기에 출전. 2010년후 현역 은퇴.

## 국가대표팀 경력
그는 1995년 FIFA 세계 청소년 축구 선수권 대회에 참가할 일본 U-20 국가대표팀, 1996년 하계 올림픽에 참가할 일본 U-23 국가대표팀에 발탁되었다.
그는 1999년 3월 31일 브라질과의 경기에서 일본 국가대표팀에 데뷔했다.

## 통계
| 일본 | 일본 | 일본 |
| 연도 | 출전 | 득점 |
| ---- | ---- | ---- |
| 1999 | 1    | 0    |
| 통산 | 1    | 0    |